# Giulio Cesare Stella
Giulio Cesare Stella (Roma, 1564 – Roma, 1624) è stato un poeta e umanista italiano di lingua latina, autore della Columbeis, il primo poema epico sulla scoperta dell'America.

## Biografia
Giulio Cesare Stella nacque a Roma nel 1564 da una nobile famiglia di origine bresciana. Rimase orfano di padre quando aveva sei anni. Non risulta che la madre si sia risposata, ma l'assenza del padre fu mitigata dalla presenza di Filippo Neri, un vecchio amico dello zio di Stella, Bartolomeo. Sotto l'influenza di Filippo Neri, Stella iniziò i suoi studi presso il Collegio Romano. Le sue doti letterarie attirarono l'attenzione del gesuita Francesco Benci, professore di retorica al Collegio Romano, che lo introdusse a Marc-Antoine Muret, uno dei massimi umanisti del tempo. Nel 1589, ancora molto giovane, pubblicò i primi due libri della Columbeis, accolti con entusiasmo da Muret, Fulvio Orsini e Pietro degli Angeli.
Divenuto cameriere pontificio, come membro della corte papale seguì Clemente VII a Ferrara, dove il papa celebrò le nozze per procura tra Margherita d'Austria e Filippo II. Sempre a Ferrara, quello stesso anno, Stella pubblicò un'ode in onore Juan Fernández de Velasco, personaggio importante della corte spagnola e sposò la giovane aristocratica ferrarese Ginevra Roverelli.
Stella aveva allora trent'anni e si era guadagnato una certa reputazione come autore di composizioni occasionali. Al 1600 risale l'epitalamio per le nozze tra Ranuccio Farnese e Margherita Aldobrandini, e al 1602 la sua elegia funebre in morte di Giovanni Francesco Aldobrandini.
Nella primavera del 1618 Stella si recò a Napoli, dove strinse amicizia con Francisco de Quevedo, che celebrò in un'ode latina. A partire dal 1622 si immerse completamente nella composizione e pubblicazione di nuove opere. In quell'anno Stella pubblicò due poemi dedicati a San Isidoro l'Agricoltore e San Filippo Neri, recentemente canonizzati da Gregorio XV. Continuava inoltre a lavorare alla continuazione della sua Columbeis, come testimonia una lettera in versi scritta quello stesso anno e indirizzata a Baltasar de Zúñiga. Morì a Roma due anni dopo, nel 1624, senza avere terminato il suo poema.

## Opere
Stella è famoso per la Columbeis, poema epico neolatino in due libri di 602 e 581 esametri di chiara ispirazione virgiliana sulla scoperta dell'America.
I Columbeidos libri priores duo furono pubblicati per la prima volta a Londra nel 1585 da Giacomo Castelvetro, nipote del famoso editore e commentatore della Poetica di Aristotele, Lodovico Castelvetro. Nel 1589 ne fu pubblicata a Roma una seconda edizione, con una prefazione del maestro di Stella Francesco Benci. Benci lodava il poema del suo allievo Stella con espressioni entusiastiche come «factum quidem ad exemplar antiquorum, sed tale, ut exemplum sit futurum posteris, qui similia vel cupient vel audebunt.»
La Columbeis di Stella è dedicata a Filippo d'Austria, figlio del re Filippo II di Spagna e di Anna d'Austria, figlia dell'imperatore Massimiliano II. L'infante Filippo, nato nel 1578, fu re di Spagna con il nome di Filippo III dal 1598 fino al 1621; egli aveva dunque tre o quattro anni quando lo Stella cominciò il suo poema verso il 1581/2.
Il titolo del poema già indica che l'autore aveva progettato una continuazione in altri due libri, cioè Columbeidos libri posteriores duo che, però, non furono mai pubblicati: si discute persino se gli altri due libri libri siano mai stati iniziati o finiti in una versione manoscritta. Tuttavia, non si conosce un manoscritto dei libri mancanti, ed anche il manoscritto dei primi due libri stampati non è conservato. L'edizione londinese del 1585 si inserisce nel programma editoriale di Giacomo Castelvetro, che nello stesso periodo promosse a Londra alcune edizioni di poeti italiani (per esempio del Guarini o del Tasso) e anche saggi di giovani poeti come la Solymeis di Scipione Gentili (1584), una versione latina del primo canto della Gerusalemme liberata. L'edizione romana del 1589 è soprattutto una risposta al De navigatione Christophori Columbi di Lorenzo Gambara, promossa un po' prematuramente da Francesco Benci, che ovviamente era fiero del talento poetico del suo allievo e che la dichiarava come prima edizione, senza tener conto - deliberatamente o no - dell'edizione londinese.